# 梁伟芬
梁伟芬（1962年—），广东肇庆人，中国女子游泳运动员，第二届全国十佳运动员。曾参加1984年夏季奥林匹克运动会游泳比赛。她也参加了1978年和1982年两届亚洲运动会，共收获两枚银牌和三枚铜牌。